# Arthur Hamilton-Gordon
Pour les articles homonymes, voir Hamilton et Gordon.
Arthur Charles Hamilton-Gordon (1829-1912) est un administrateur colonial et homme d'État britannique qui est lieutenant-gouverneur du Nouveau-Brunswick, gouverneur de Trinidad, de Maurice, des Fidji, de Ceylan et gouverneur-général de Nouvelle-Zélande. Il a pour titre celui de 1er baron Stanmore.

## Biographie
Arthur Charles Hamilton-Gordon naît à Londres le 26 novembre 1829. Il suit des études au Trinity College de Cambridge et s'oriente vers la prêtrise.
Toutefois, lorsque son père, le Comte d'Aberdeen, devient premier ministre du Royaume-Uni en 1852, Arthur devient son secrétaire particulier et se retrouve alors plongé dans la politique britannique.
Il entre lui-même au Parlement en 1854, mais perd son siège trois ans plus tard. En 1861, on lui propose le poste de lieutenant-gouverneur du Nouveau-Brunswick qu'il obtient le 26 octobre de la même année.
Une de ses réalisations principales est de réformer le système de milice qui était déficient et d'en faire une force très efficace qui put notamment lutter contre les raids fenians en 1866, avec l'appui de troupes envoyées par Charles Hastings Doyle, le Commandant de l'Amérique du Nord britannique, basé à Halifax.
Il doit aussi gérer la période pré-Confédération mais, sans être totalement contre, il est néanmoins plutôt favorable à l'union des seules Provinces maritimes. Des voies de communication étant nécessaires pour réaliser une union, quelle qu'elle soit, Gordon fait pression afin de dégager des fonds pour la réalisation d'un chemin de fer reliant les Maritimes au reste du Canada. Il obtient alors le soutien du premier ministre, Samuel Leonard Tilley, mais pas celui du procureur général, Albert James Smith. Ce dernier sort finalement vainqueur puisque la Province du Canada refuse le projet qui est alors annulé et, dans la foulée, remporte les élections en 1865 et devient premier ministre. De fortes tensions apparaissent alors entre les deux hommes et Gordon finit par l'emporter en forçant Smith à la démission l'année suivante.
Arthur Hamilton-Gordon cesse ses fonctions de lieutenant-gouverneur du Nouveau-Brunswick le 30 septembre 1866 et part gouverner Trinidad, puis l'Île Maurice, les îles Fidji et la Nouvelle-Zélande tout en étant haut commissaire et consul général du Pacifique occidental. Il termine sa carrière outre-mer comme gouverneur de Ceylan et retourne en Angleterre pour entrer à la Chambre des lords.
En 1897, il devient président du conseil d'administration (chairman) de la Pacific Islands Company. En 1900, un agent cette société commerciale découvre la richesse en phosphates de Banaba et de Nauru. Grâce à l'appui de Lord Stanmore, la PIC obtient un monopole très avantageux du gouvernement britannique sur l'exploitation de Banaba, rattaché formellement au protectorat des îles Gilbert en septembre 1901. Son activisme auprès du Colonial Office permet de limiter tout contrôle sur la compagnie qui réalise 1,75 million de livres de profit entre 1904 et 1913 et verse des dividendes annuels compris entre 25 et 50%.
Il meurt à Chelsea le 30 janvier 1912. son fils George Hamilton-Gordon (2e baron Stanmore) lui succède.